# Gorska Autonomna Sovjetska Republika
Gorska Autonomna Sovjetska Republika (ruski: Го́рская АССР) bila je dijelom Ruske SFSR. Postojala je od 20. siječnja 1921. do 7. srpnja 1924. godine. Površina joj bila je nešto više 73.000 km², s oko 800.000 stanovnika. Imala je 6 narodnih okruga.
Ranih 1920-ih republika je podijeljena u sovjetske autonomne republike koje su postale današnje autonomne republike Ruske Federacije: Kabardino-Balkarija, Karačajevo-Čerkezija, Čečenija, Sjeverna Osetija i Ingušetija.